# Sulfato de cálcio
O sulfato de cálcio é um composto químico representado por CaSO4, em que um cátion de cálcio se soma a um ânion sulfato por atração iônica. É considerado um sal inorgânico. Normalmente é encontrado no estado sólido, sua coloração é branca, e é pouco solúvel na água. 
Na natureza, pode se apresentar na forma de cristais de anidrita ou gipsita. A anidrita possui coloração que pode variar de incolor a cinza escuro, com brilho intenso, mas não é fluorescente; é muito utilizada na produção de fertilizantes agrícolas, fabricação de cimento e giz, e também é útil para absorver água.
É matéria-prima para fabricação de giz escolar.

## Gesso
O gesso usado na construção civil e em ortopedia para imobilização em caso de luxação e fratura óssea é o sulfato de cálcio di-hidratado (CaSO4.2H2O). Tem coloração que pode ser branca ou amarela, com brilho semelhante de pérolas.

## Obtenção
O sulfato de cálcio pode ser obtido como subproduto de múltiplos procedimentos:
- Dessulfurização de gases de combustão: Consiste em remover o enxofre ou os gases de algumas usinas (como usinas de combustíveis fósseis e de produção de cimento), e passar por uma lavagem com cal ou calcário moído com o objetivo de diminuir o teor do enxofre nele contido. O produto resultante da lavagem com cal ou calcário moído é o sulfito de cálcio, que será oxidado a sulfato de cálcio.
- Refino do zinco: São adicionadas soluções de sulfato de zinco para serem tratados com cal com finalidade de precipitar os metais pesados para produzir o sulfato de cálcio.
- Produção de fluoreto de hidrogênio: Há o envolvimento do fluoreto de cálcio e do ácido sulfúrico, onde ocorrerá a precipitação do sulfato de cálcio.